# Asesinato de Brooke Wilberger
Brooke Carol Wilberger (Fresno, California; 20 de febrero de 1985 - Corvallis, Oregón; 25 de mayo de 2004) fue una joven estadounidense que fue secuestrada y asesinada. Joel Patrick Courtney se declaró finalmente culpable del asesinato con agravantes de Wilberger; fue condenado a cadena perpetua sin posibilidad de libertad condicional.

## Primeros años
Brooke Wilberger era natural de Fresno (California), donde nació el 20 de febrero de 1985, hija de Greg y Cammy Wilberger. Tenía tres hermanas y dos hermanos. Descrita como una devota miembro de la Iglesia de Jesucristo de los Santos de los Últimos Días, se graduó en el instituto Elmira, cerca de Eugene (Oregón). Acababa de terminar su primer año en la Universidad Brigham Young de Provo (Utah), en el momento de su secuestro. Durante ese tiempo, su novio, Justin Blake, era misionero mormón en Venezuela.

## Desaparición
En el momento de su desaparición, Wilberger estaba de vacaciones de verano, visitando y trabajando para una de sus hermanas en Corvallis (Oregón). En la mañana del 24 de mayo de 2004, fue vista por última vez limpiando postes de la luz en el aparcamiento de los apartamentos Oak Park, que regentaban su hermana y su cuñado, a las afueras del campus de la Universidad Estatal de Oregón.

## Investigación

### Esfuerzos iniciales

Cartel en Salem solicitando información sobre Brooke Wilberger.

Cuando Wilberger desapareció, la policía empezó a investigar inmediatamente, en contra del procedimiento habitual. El teniente Ron Noble, del Departamento de Policía de Corvallis, dijo: "Normalmente, esperaríamos. Porque los adultos pueden ir y venir a su antojo, y normalmente esperaríamos a ver si aparecía tal vez al día siguiente". Sin embargo, en este caso, los agentes de policía coincidieron con la familia en que Wilberger no era el tipo de chica que desaparece por su cuenta. El barrio mormón de los Wilberger organizó una búsqueda por parte de ciudadanos de Corvallis.
En un principio, la investigación se centró en Sung Koo Kim, nombrado "persona de interés" en la desaparición. Posteriormente, fue descartado como sospechoso, pero fue condenado a 11 años de prisión por varios delitos de robo con allanamiento de morada y robo de objetos personales de mujeres en el condado de Yamhill. Estos delitos se descubrieron mientras se le investigaba por la desaparición de Wilberger. Fue puesto en libertad en diciembre de 2012 tras cumplir unos siete años de condena.

### Joel Patrick Courtney
El 30 de noviembre de 2004, una estudiante de intercambio de la Universidad de Nuevo México que fue golpeada y violada antes de escapar identificó a Joel Patrick Courtney como su agresor. El 12 de septiembre de 2007, Courtney se declaró culpable de la agresión. El acuerdo de culpabilidad preveía una pena de prisión de hasta 18 años, más de 5 a 20 años de libertad condicional.
La policía acabó relacionando a Courtney, natural de Beaverton (Oregón), con la desaparición de Wilberger. En agosto de 2005, fue acusado de 19 cargos de asesinato con agravantes, secuestro, abuso sexual, violación y sodomía. Documentos judiciales publicados en 2008 revelaron que Courtney se encontraba en Corvallis cuando Wilberger desapareció, y que varias personas vieron una furgoneta verde que conducía, entre ellas un empleado de la OSU que lo identificó en una rueda de reconocimiento.
Courtney fue extraditado al condado de Benton (Oregón), el 8 de abril de 2008, y su primera comparecencia estaba prevista para el 9 de abril de 2008 en el juzgado del condado de Benton, donde se le acusaba de 14 cargos, entre ellos asesinato con agravantes, dos cargos de secuestro y un único cargo de violación, sodomía y abuso sexual en relación con la desaparición de Wilberger. Se presentaron cargos a pesar de la ausencia del cuerpo de la presunta víctima en ese momento; el fiscal del caso anunció que pediría la pena de muerte. El FBI había considerado brevemente a Courtney sospechoso en dos o tres desapariciones que se estaban investigando, pero desde entonces lo ha eliminado como sospechoso.
La declaración judicial y la confesión de Courtney revelaron que había secuestrado a Wilberger en el aparcamiento de los apartamentos Oak Park la mañana del 24 de mayo de 2004. Después la llevó al bosque, a las afueras de la ciudad. Regresó a la ciudad para comprar comida mientras aún tenía a Wilberger atada en su furgoneta. Según Courtney, la mantuvo viva toda la noche antes de violarla a la mañana siguiente. A continuación, la apaleó hasta matarla cuando trató de resistirse a la violación.

### Condena
El juicio de Courtney estaba previsto para el 1 de febrero de 2010. Se esperaba que se le acusara en relación con el secuestro, intento de agresión sexual e intento de asesinato de dos estudiantes de la Universidad Estatal de Oregón que no guardaban relación entre sí y que tuvieron lugar el mismo día en que Wilberger desapareció. Sin embargo, el 21 de septiembre de 2009, acabó declarándose culpable de asesinato con agravantes, el único delito sujeto a pena capital en Oregón, y fue condenado a cadena perpetua sin posibilidad de libertad condicional. Según los términos del acuerdo, Courtney se libraba de la posibilidad de la pena de muerte, los fiscales retiraban los cargos restantes contra él y las autoridades de Oregón se comprometían a intentar mantener a Courtney encarcelado en Nuevo México, su estado natal, mientras durara su condena. A cambio, Courtney debía proporcionar información que permitiera a las autoridades de Oregón descubrir los restos de Wilberger.
El fiscal del distrito del condado de Benton anunció la recuperación del cuerpo de Wilberger (sin datos concretos ni su ubicación) en una rueda de prensa el día de la confesión de Courtney. Más tarde se reveló que sus restos habían sido ocultados en el bosque de una carretera maderera abandonada entre Blodgett y Wren, situada en la cordillera de la costa de Oregón.